# Salix geyeriana
Salix geyeriana — вид квіткових рослин із родини вербових (Salicaceae).

## Морфологічна характеристика

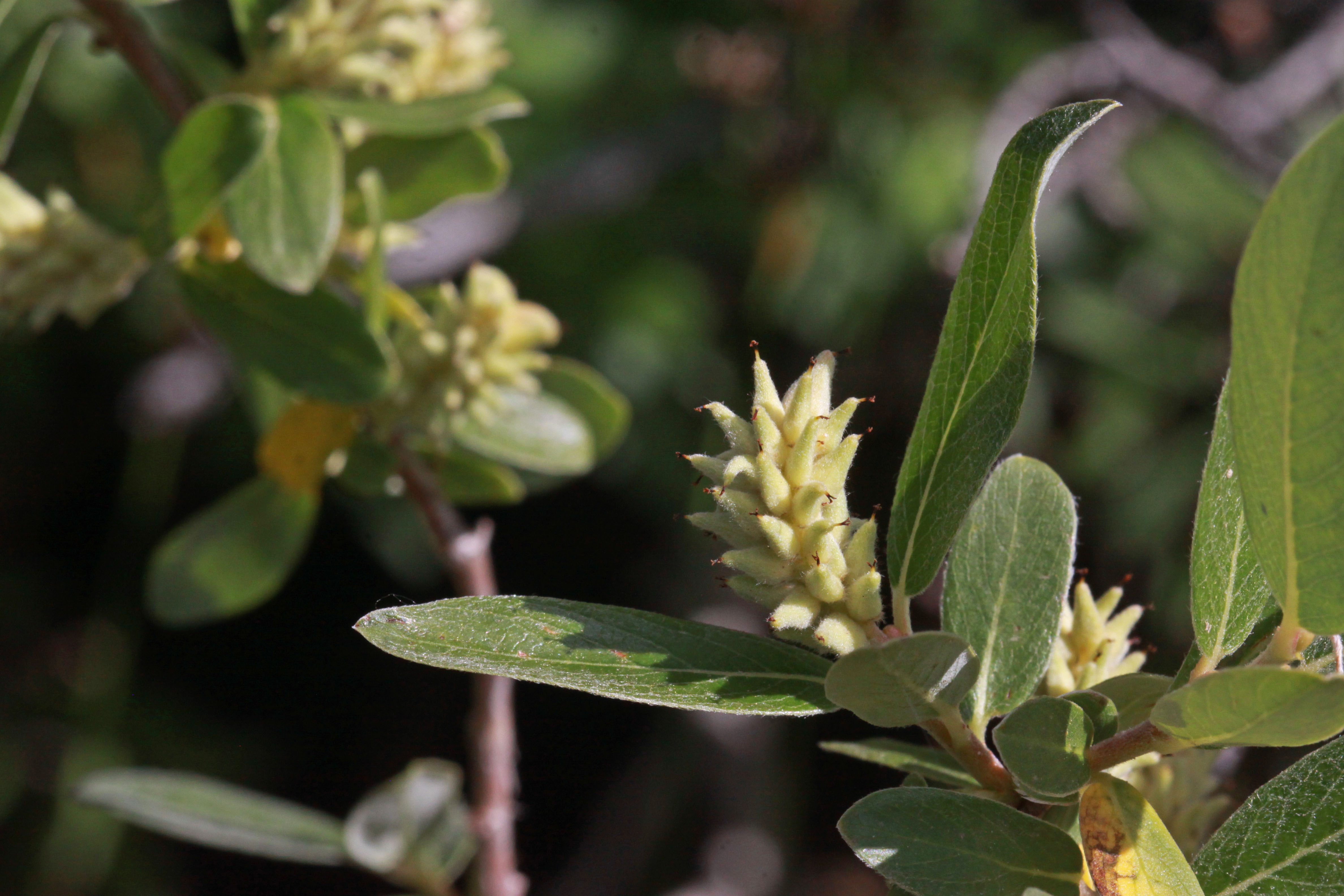
ілюстрація

Рослина 6–50 дм заввишки (іноді утворюють клони дробленням стебла). Гілки (іноді ± ламкі біля основи), жовто-зелені, сіро-коричневі, червоно-коричневі чи фіолетові, зазвичай сизі, голі чи рідкоповстисті; гілочки жовтуваті, жовто-бурі, червоно-бурі чи фіолетові (сильно-сизі чи ні), голі чи рідко-до помірно густо запушених. Листки на ніжках 2–9 мм; найбільша листкова пластина вузькоеліптична чи лінійна, 32–89 × 5.5–14 мм; краї плоскі чи злегка закручені, цільні чи віддалені та неглибоко зубчасті; верхівка від гострої до загостреної; абаксіальна (низ) поверхня сіра, гола чи густо коротко- чи довго-шовковиста, волоски (білі, іноді також залізисті), прямі; абаксіальна — злегка блискуча, щільно коротко- чи довго-шовковиста, особливо середня жилка, до майже голої (волоски білі, іноді також залозисті); молода пластинка червонувато- чи жовтувато-зелена, густо чи рідко довго- чи коротко-шовковиста абаксіально, волоски білі, іноді також залозисті. Сережки квітнуть (до чи) після появи листя; тичинкові (1)11–18 × 6–11 мм; маточкові 8–21 × 7–17 мм. Коробочка 3(4)–6 мм. 2n = 38.

## Середовище проживання
США (Аризона, Каліфорнія, Колорадо, Айдахо, Монтана, Невада, Нью-Мексико, Орегон, Юта, Вашингтон, Вайомінг), Канада (Британська Колумбія). Населяє низинні вологі узбережжя річок, береги озер, осокові луки, джерела, просочування, болота, сієнеги, тонкоструктуровані субстрати; 10–3300 метрів.

## Використання
Усі верби виробляють саліцин, який хімічно близький до аспірину. Корінні американці використовували різні препарати з верби для лікування зубного болю, болю в животі, діареї, дизентерії та лупи. Корінні американці також використовували гнучкі стебла верби для виготовлення кошиків, луків, стріл, черпаків, пасток для риб та інших предметів.
Крім того, Salix geyeriana споживається худобою під час випасу. За оцінками, це близько 11% великої рогатої худоби влітку.